# Université de Stirling
Cet article possède un paronyme, voir Université de Streeling.
L'université de Stirling est une université nationale écossaise, située à Stirling en Écosse. Elle a été fondée en 1967.

## Le château Airthrey
Le château Airthrey (Airthrey Castle en anglais) est un bâtiment historique et un domaine qui constituent à présent une partie des bâtiments et terrains de l'université de Stirling. Le bâtiment du XVIIIe siècle et ses extensions du XIXe siècle se situent près de la limite sud des Ochil Hills, surplombant la vallée du Forth. Il se situe à proximité du pont d'Allan (Bridge of Allan) à 3 kilomètres de la ville historique de Stirling.

### Historique
Les premières traces remontent au Moyen Âge ; sous le règne du roi David Ier, les terres appartenaient au monastère de Cambus, Kenneth et Dunfermline.

Aux temps modernes, le domaine passa dans plusieurs familles, dont les Abercrombie[Lesquels ?]. Durant la Seconde Guerre mondiale, le château fut transformé en hôpital.

Dans les années 1960, il fut décidé qu'un seconde université devait être créée en Écosse, en renfort à l'ancienne université d'Édimbourg. L'université de Stirling ouvrit en 1967.

### Le site
Le campus occupe environ 240 000 m2 de bois, d'un parc paysager de 1,2 km2, d'un loch et d'une vie sauvage préservée, dont fait partie le château.

## Personnalités liées à l'université
- Nadia Al-Sakkaf, journaliste et femme politique yéménite
- Alberto Morrocco  (1917-1998), peintre et enseignant, est fait docteur honoris causa de l'université en 1987
- Mathieu Cloutier (1995-), professeur d'anglais

### Étudiants
- Clive Spash (1962-), économiste écologique, y a étudié.